# Sylvester Levay
Sylvester Levay (Subotica, 16 maggio 1945) è un compositore e arrangiatore ungherese.

## Biografia
Ha iniziato i suoi studi musicali all'età di otto anni. Nel 1972 si è trasferito a Monaco di Baviera dove conosce Michael Kunze, con il quale ha creato numerose opere teatrali di successo. Dal 1980 al 2000 ha vissuto a Hollywood dove ha lavorato per l'industria cinematografica. È stato premiato con un Grammy nel 1975 per la canzone Fly, Robin, Fly.
Sposato per venticinque anni con Monika, ha due figli: Alice e Sylvester Jr. Vive tra le città di Monaco di Baviera, Vienna e Los Angeles.

## Discografia parziale
- Fly, Robin, Fly (1975)

## Filmografia parziale
- Scarface, regia di Brian De Palma (1983)
- Flashdance, regia di Adrian Lyne (1983)
- Invito all'inferno (Invitation to Hell), regia di Wes Craven - film TV (1984)
- Airwolf - serie TV (1984)
- Dr. Creator - Specialista in miracoli (Creator), regia di Ivan Passer (1985)
- Cobra, regia di George Pan Cosmatos (1986)
- Mannequin, regia di Michael Gottlieb (1987)
- L'ora della rivincita (Three O'Clock High), regia di Phil Joanou (1987)
- Le notti del lupo (Werewolf) - serie TV (1987-1988)
- Navy Seals - Pagati per morire (Navy Seals), regia di Lewis Teague (1990)
- Forza d'urto (Stone Cold), regia di Craig R. Baxley (1991)
- Hot Shots!, regia di Jim Abrahams (1991)